# 185º Reggimento fanteria paracadutisti "Folgore"
Il 185º Reggimento fanteria paracadutisti "Folgore" è stato un reggimento di paracadutisti del Regio Esercito.

## Storia

### La costituzione
Il 185º Reggimento fanteria paracadutisti trae origine dal 1º Reggimento fanteria paracadutisti, costituito a Viterbo nell'aprile 1941, composto dal II, III e IV Battaglione paracadutisti e dalla 1ª Compagnia cannoni controcarro, e inquadrato nel settembre 1941 nella 185ª Divisione paracadutisti "Folgore". Nel luglio 1942 fu riordinata la divisione con la riduzione a due battaglioni per reggimento, e il III e l'XI battaglione paracadutisti vengono inquadrati sotto la denominazione di 185° Rgt, che però non parte per l'Africa settentrionale con il resto della divisione. Formerà, nel novembre 1942 il nucleo della neocostituita 184ª Divisione paracadutisti "Nembo".

### In zona operazioni
Nell'aprile del 1943 il 185º Reggimento fanteria paracadutisti venne trasferito nella zona di Gorizia per contrastare le sempre più frequenti infiltrazioni di partigiani jugoslavi nel territorio friulano, operazione che li tenne impegnati fino al mese di luglio. Trasferito successivamente nelle Puglie e poi in Calabria, venne brevemente impiegato in Sicilia contro gli Alleati dal 3 al 13 agosto 1943, quando rientrò in Calabria, dove, dal 3 settembre, impegnò in combattimento le forze britanniche e canadesi nella zona dell'Aspromonte a seguito degli sbarchi dell'operazione Baytown, dove il suo VIII° battaglione bis si dissolse. Dopo l'8 settembre parte del III Battaglione, tranne la 9ª compagnia. si unì alle forze tedesche nella zona, ripiegando verso la Campania con la 29. Panzergrenadier-Division.

### Nel Regno del Sud
Nel novembre 1943 il reggimento viene ridenominato 185º Reparto Autonomo Paracadutisti "Nembo" del regno del Sud. Incluso nel Primo Raggruppamento Motorizzato, la prima unità del Esercito co-belligerante Italiano ad entrare in combattimento contro i tedeschi, si comportò brillantemente nei combattimenti di Monte Marrone del marzo 1944 e quindi fu sciolto nel settembre 1944., con i suoi paracadutisti inquadrati nello Squadrone "F" o nel costituendo Gruppo di Combattimento Folgore.

### Nella Repubblica
Nel dopoguerra le sue tradizioni furono mantenute dal 3º Battaglione paracadutisti "Poggio Rusco".

#### Il 185° RAO
Il 21 giugno 2013 al 185º Reggimento paracadutisti ricognizione acquisizione obiettivi "Folgore" viene assegnata la Bandiera di Guerra un tempo appartenuta al "185º Reggimento fanteria paracadutisti Folgore". Contemporaneamente il RAO ricevette le nuove mostrine simili a quelle del 9° Col Moschin: le fiamme azzurre (già del X Reggimento Arditi della II Guerra Mondiale) sormontate da un paracadute.

## Organizzazione
Struttura del reggimento:
nella 185ª divisione Folgore
- Comando
- III Battaglione paracadutisti
- XI Battaglione paracadutisti

nella 184ª divisione Nembo
- Comando e Compagnia comando 
  - Compagnia cannoni reggimentale (65/17 Mod. 13)
- III Battaglione paracadutisti, su:
  - Compagnia comando
  - 7ª Compagnia paracadutisti
  - 8ª Compagnia paracadutisti
  - 9ª Compagnia paracadutisti
- VIII/bis Battaglione paracadutisti, su: 
  - Compagnia comando
  - 22ª/bis Compagnia paracadutisti
  - 23ª/bis Compagnia paracadutisti
  - 24ª/bis Compagnia paracadutisti
- XI Battaglione paracadutisti, su: 
  - Compagnia comando
  - 31ª Compagnia paracadutisti
  - 32ª Compagnia paracadutisti
  - 33ª Compagnia paracadutisti